# Římskokatolická farnost Místo
Římskokatolická farnost Místo (lat. Platzium) je zaniklá církevní správní jednotka sdružující římské katolíky v Místě a okolí. Organizačně spadala do krušnohorského vikariátu, který je jedním z deseti vikariátů litoměřické diecéze.

## Historie farnosti
Matriky jsou vedeny od roku 1651. Od roku 1787 zde byla lokálie a od roku 1853 byla kanonicky zřízena farnost.
Farnost existovala do 31. prosince 2012 jako součást chomutovského farního obvodu. Od 1. ledna 2013 zanikla sloučením do farnosti-děkanství Chomutov.

### Duchovní správcové vedoucí farnost
Začátek působnosti jmenovaného v duchovní správě farnosti od:
- 1786  cap. loc. Wenc. Schram
- 1803   cap. loc. Jos. Weiss n. 11. 2. 1769 Retschicens, o. 12. 9. 1802, † 14. 6. 1852
- 1810   cap. loc. vacat
- 1810   cap. loc. Josef Teiser, n. 25. 1. 1783 Kommotau, o. 8. 9. 1805, † 27. 4. 1842
- 1818   cap. loc. vacat
- 1818   cap. loc. Franc. Melzer, n. 20. 10. 1778 Brunnerdorfens., o. 30. 8. 1806, † 30. 4. 1852
- 1822   cap. loc. Anton. Habl, n. 7. 7. 1787 Tschernovicens., o. 7. 8. 1813, † 15. 5. 1875
- 1822   cap. loc. Wenc. Moeschl, n. 3. 10. 1786 Tschachvic., o. 20. 8. 1812, † 13. 3. 1862
- 1843   cap. loc. Franc. Hellmich, n. 18. 10. 1807 Magno-Koerbic., o. 25. 7. 1833, † 16. 6 1878
- 1844   cap. loc. Josef Schierl, n. 9. 7. 1802 Kunicens., o. 4. 4. 1826, † 18. 8. 1873
- 1852   cap. loc. vacat, admin. interc. Jos. Siegel
- 1853   proto-par. (prvo-farář) Andr. Pleyer, n. 20. 1. 1811 Oberneugrünens., o. 15. 8. 1836, † 25. 10. 1862
- 1863   par. vacat, admin. interc. Josef Siegel
- 1864   Josef Siegel, n. 15. 2. 1814 Saaz, o. 3. 8. 1838, † 29. 3. 1885
- 1870   Anton. Kunz, n. 7. 7. 1826 Körbitz, o. 25. 7. 1851, † 17. 10. 1905
- 1876   par. vacat, admin. interc. Ludov. Haumer
- 1877   Josef Rummer, n. 29. 7. 1841 Eidlitz, o. 27. 7. 1865, † 23. 5. 1897
- 1879   par. vacat, admin. interc. Vinc. Tietze
- 1880   Vinc. Tietze, n. 8. 2. 1846 Windisch-Kamnitz, o. 20. 7. 1869, † 28. 1. 1905
- 1881   Ferd. Wrba, n. 9. 9. 1843 Kommotau, o. 29. 6. 1866, † 8. 1. 1907
- 1886   par. vacat, admin. exc. Car. Strohwasser
- 1887   Joann. Ev. Kořínek, n. 19. 1. 1842 Libunec, o. 15. 7. 1867, † 13. 9. 1909
- 1891   Car. Končínský, n. 23. 7. 1856 Dřevenice, o. 22. 7. 1881, † 29. 6. 1903
- 1900   Franc. Kozák, n. 2. 7. 1868 Jívany, o. 17. 6. 1894, † 8. 12. 1943
- 1904   par. vacat, admin. interc. Franc. Xav. Šrámek
- 1905   Franc. Xav. Šrámek, n. 16. 3. 1870 Chorušice, o. 7. 7. 1895
- 1906   Petr. Flommersfeld, n. 18. 10. 1868 G. Langenlonsheim, o. 29. 6. 1893, † 13. 10. 1927
- 1909   par. vacat, admin. interc. Carol. Gross
- 1910   Carol. Gross, n. 11. 2. 1872 Ml. Boleslav, o. 7. 7. 1895
- 1911   par. vacat, admin. interc. Joann. Leitner
- 1912   Joann. Leitner, n. 11. 9. 1879 Wiesenbach (Styr.) o. 16. 7. 1905, † 8. 1. 1959
- 1913   par. vacat, admin. interc. Franc. Pietschmann
- 1914   Carol. Müller, n. 3. 1. 1885 Niems, o. 11. 7. 1909, † 29. 1. 1951
- 1916   Car. Seidl, n. 24. 11. 1885 Hirschau, o. 11. 7. 1909, † 12. 9. 1964
- 1918   par. vacat, admin. interc. Bern. Növer
- 1920   Frid. Renger, n. 23. 7. 1890 Aussig, o. 7. 9. 1913, † 22. 4. 1977
- 1923   par. vacat, admin. interc. Jos. Knaps
- 1924   Aemil. Johne, n. 23. 2. 1893 Kratzau, o. 29. 6. 1917, † 12. 4. 1952
- 1927   par. vacat, admin. interc. Josef Plescher
- 1929   par. vacat, admin. interc. Franc. Weigelt
- 1932   par. vacat, admin. interc. Joann. Keil
- 1935   par. vacat, admin. interc. Henricus Henke
- 1. 10. 1939  par. vacat, admin. Josef Welter
- 29. 11. 1946 Car. Seidl
- 27. 1. 1947  Joann. Bielik
- 1. 11. 1948  Hermann. Staepel
- 1. 4.  1949  Karel Seidl
- 12. 8. 1953  František Kolář
- 15. 6. 1958  Antonín Blaha
- 1. 2.  1969  Antonín Audy
- 1. 11. 1969  Bohumil Landsmann
- 1. 10. 1970  Jan Kozár
- 21. 6. 1973  František Kolář, admin. exc. z Chomutova
- 1. 9.  1980  Jan Janáč, admin. exc. z Chomutova
- 1. 7.  1986  Jan Kozár, admin. exc. z Chomutova
- 1. 1. 1992   Jiří Voleský
- 1. 8.  1994  Libor Švorčík
- 1. 9.  1995  Jan Kozár, admin. exc. z Chomutova
- 1. 2.  2004 – 31. 12. 2012 Alois Heger, admin. exc. z Chomutova[3]

Kromě kněží stojících v čele farnosti, působili ve farnosti v průběhu její historie i jiní kněží. Většinou pracovali jako farní vikáři, kaplani, katecheté, výpomocní duchovní aj.

## Území farnosti
Do farnosti náleželo území obcí:
- Blahuňov (Plassdorf)[p 2]
- Místo (Platz)[p 2]
- Vysoká Jedle (Hohentann)[p 2]

## Římskokatolické sakrální stavby a místa kultu na území farnosti
| | Fotografie | Stavba                     | Místo        | Bohoslužby                      | Zeměpisné souřadnice             | Status                                                                                            | Číslo kulturní památky                      |
| Kostel | Kostel     | Kostel                     | Kostel       | Kostel                          | Kostel                           | Kostel                                                                                            | Kostel                                      |
| --- | ---------- | -------------------------- | ------------ | ------------------------------- | -------------------------------- | ------------------------------------------------------------------------------------------------- | ------------------------------------------- |
| 1. |            | Kostel Nejsvětější Trojice | Místo        | bližší informace o bohoslužbách | 50°26′46″ s. š., 13°16′3″ v. d.  | do 31. prosince 2012 farní kostel, od 1. ledna 2013 filiální kostel farnosti – děkanství Chomutov | 32757/5-654 (Pk•MIS•Sez•Obr•WD) (Q22704999) |
| Kaple |            |                            |              |                                 |                                  |                                                                                                   |                                             |
| 2. |            | Kaple Panny Marie          | Vysoká Jedle | bližší informace o bohoslužbách | 50°27′17″ s. š., 13°15′49″ v. d. | kaple                                                                                             | —                                           |
| Některé drobné sakrální stavby a pamětihodnosti lze dohledat zde v databázi Drobné sakrální památky Zaniklé sakrální stavby lze dohledat zde v databázi Poškozené a zničené kostely, kaple a synagogy v České republice |            |                            |              |                                 |                                  |                                                                                                   |                                             |

Ve farnosti se mohou nacházet i další drobné sakrální stavby, místa římskokatolického kultu a pamětihodnosti, které neobsahuje tato tabulka.